# J. Caleb Boggs

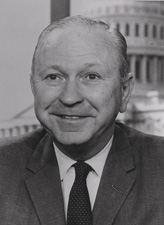

James Caleb Boggs (15 de maio de 1909 - 26 de março de 1993) foi um político norte-americano que foi governador do estado do Delaware, no período de 1953 a 1960, pelo Partido Republicano.